# OGAS
OGAS（全国家経済自動化システム、ロシア語: Общегосударственная автоматизированная система учёта и обработки информации）はソビエト連邦で試みられたコンピュータネットワークの名称。

## 概要
1964年に国家規模で即時的な生産調整を行う目的でOGASが提唱された。ソビエト国内におよそ200のノードとそれを繋ぐコンピュータネットワークを敷設して企業や組織を接続するという当時としては野心的な計画だった。
当時の技術水準からは実現に多額の費用がかかることや改革を望まない勢力による妨害のため計画は頓挫した。

## 背景
同時期、アメリカ合衆国では現在のインターネットの始祖ともいえるパケット分散型ネットワークであるARPANETが立ち上げられていた。これに触発されたソビエト連邦首脳部は計算機科学者のヴィクトル・グリュシコフ（Viktor Glushkov）にOGAS計画を進めさせた。
民間向けのコンピューターネットワークの構築を最初に提案したのは軍の研究者だった。アナトリー・イワノヴィッチ・キトフだった。彼は軍用のコンピュータの夜間の余剰の計算資源を国勢調査を目的として活用する事を提案した。当時、国勢調査の結果の統計を出すために多大な労力と時間を強いられていた。彼が全国家経済自動化システムと名付けた。ニキータ・フルシチョフは計画を積極的に支持した。
ニキータ・フルシチョフが失脚したことにより後ろ盾を失い、計画は後退した。

## 参考資料
- 社会主義とコンピュータ V.F.トゥルチン 岩波書店 1976年12月